# 比比 (頭銜)
比比（romanized: bībī）是波斯語、普什圖語、印地語-烏爾都語、孟加拉語的女性尊稱，對於盎格魯-印度裔（英印混血兒）女性，比比可譯作女士。和貝姬一樣，在英國的印度、巴基斯坦和孟加拉國女性穆斯林會使用此頭銜作姓氏一部分。